# 255257 Mechwart
255257 Mechwart è un asteroide della fascia principale. Scoperto nel 2005, presenta un'orbita caratterizzata da un semiasse maggiore pari a 3,0220601 UA e da un'eccentricità di 0,0809586, inclinata di 11,57778° rispetto all'eclittica.